# Udby Sogn (Vordingborg Kommune)
 For alternative betydninger, se Udby Sogn. (Se også artikler, som begynder med Udby Sogn)
Udby Sogn er et sogn i Stege-Vordingborg Provsti (Roskilde Stift).
I 1800-tallet var Ørslev Sogn anneks til Udby Sogn. Begge sogne hørte til Bårse Herred i Præstø Amt. Trods annekteringen dannede hvert sogn sin egen sognekommune. Udby gik frivilligt ind i Bøgebjerg Kommune, som blev dannet i starten af 1960'erne. Den havde 1800 indbyggere i 1965. Det var for lidt, så den blev opløst ved kommunalreformen i 1970. Her blev Udby så indlemmet i Vordingborg Kommune.
I Udby Sogn ligger Udby Kirke.
I sognet findes følgende autoriserede stednavne:
- Grumløse (bebyggelse, ejerlav)
- Grumløse Hestehave (bebyggelse)
- Grumløse Overdrev (bebyggelse)
- Lodderne (bebyggelse)
- Skallerup (bebyggelse, ejerlav)
- Skallerup Spang (bebyggelse)
- Skovhuse (bebyggelse)
- Teglstrup (bebyggelse, ejerlav)
- Udby (bebyggelse, ejerlav)
- Udby Østerskov (bebyggelse)